# The Red Tree (album)
The Red Tree är det tredje studioalbumet av kanadensiska indierock-gruppen Moneen. Skivan släpptes 11 april 2006. Det gjordes en dokumentär under inspelningen av skivan kallad The Start to This May Be the End to Another och den återfinns på The Moneen DVD: It All Started with a Red Stripe. En musikvideo gjordes för If Tragedy’s Appealing, Then Disaster’s An Addiction som har spelats på TV-kanalerna MuchMusic och FUSE.

## Låtlista
1. "Don't Ever Tell Locke What He Can't Do" - 2:57
2. "If Tragedy’s Appealing, Then Disaster's an Addiction" - 3:19
3. "Bleed and Blister (Version 3)" - 3:27
4. "The Day No One Needed to Know" - 6:04
5. "This Is All Bigger Than Me" - 3:05
6. "The Frightening Reality of the Fact That We Will All Have to Grow Up and Settle Down One Day" - 3:56
7. "The Politics Of Living And The Shame In Dying" - 3:36
8. "The East Has Stolen What the West May Want" - 3:35
9. "Seasons Fade… Fevers Rage...It's a Slow Decay" - 3:46
10. "There Are a Million Reasons for Why This May Not Work… And Just One Good One for Why It Will" - 5:38
11. "The Song I Swore to Never Sing" - 3:22

### Vinylbonusspår
1. "His Own Anomaly (39 42' 10" N 044 16' 30"E)" - 4:45

## Övrigt
- Don't Ever Tell Locke What He Can't Do är en referens till karaktären John Locke från tv-serien Lost

- Om man spolar tillbaka skivan 1 minut och 9 sekunder så är det ett kort akustiskt klipp av låten The Last Song I Will Ever Want to Sing som sångaren Kenny Bridges själv spelade in och lade till på CD:n utan resten av bandets kännedom. Klippet är menat att länka ihop The Red Tree med Moneens tidigare album Are We Really Happy With Who We Are Right Now?

- En begränsad upplaga av The Red Tree släpptes på vinyl tidigt år 2007 och såldes endast på bandets hemsida och deras spelningar. Varje exemplar är numrerat och bara 300 vinylskivor finns. Vinylen inkluderar en bonuslåt som inte finns på CD-versionen